# Македоновка (Крым)
Македо́новка (до 1948 года Иоганнесфельд; укр. Македонівка, крымскотат. İogannesfeld, Иоганнесфельд, нем. Johannesfeld) — исчезнувшее село в Джанкойском районе Республики Крым, располагавшееся на юге района, в степной части Крыма, примерно в 3 километрах к западу от современного села Вольное.

## Динамика численности населения
| - 1892 год — 10 чел. - 1900 год — 40 чел. - 1905 год — 37 чел. | - 1915 год — 21/27 чел. - 1918 год — 50 чел. - 1926 год — 55 чел. |

## История
Согласно энциклопедическому словарю «Немцы России», немецкая лютеранская колония Иоганнесфельд (также встречались названия Коктеин, Гарвардта, Иоганнисфельд) была основана в Григорьевской волости Перекопского уезда в 1888 году, на 1000 десятинах земли. После земской реформы 1890 года деревню отнесли к Александровской волости. Согласно «…Памятной книжке Таврической губернии на 1892 год», на хуторе Гарварт, не входившем ни в одно сельское общество, числилось 10 жителей в 1 домохозяйстве. По «…Памятной книжке Таврической губернии на 1900 год» на хуторе числилось 40 жителей в 5 дворах, в 1905 году — 37 человек. По Статистическому справочнику Таврической губернии. Ч.II-я. Статистический очерк, выпуск пятый Перекопский уезд, 1915 год, на хуторе Иоганнесфельд (Гарвардта) Александровской волости Перекопского уезда числилось 6 дворов с немецким населением в количестве 21 человек приписных жителей и 27 — «посторонних» (в 1918 году — 50 жителей).
После установления в Крыму Советской власти, по постановлению Крымревкома от 8 января 1921 года № 206 «Об изменении административных границ» была упразднена волостная система и в составе Джанкойского уезда был создан Джанкойский район. В 1922 году уезды преобразовали в округа. 11 октября 1923 года, согласно постановлению ВЦИК, в административное деление Крымской АССР были внесены изменения, в результате которых округа были ликвидированы, основной административной единицей стал Джанкойский район и село включили в его состав. Согласно Списку населённых пунктов Крымской АССР по Всесоюзной переписи 17 декабря 1926 года, в селе Иоганнесфельд Цареквичского сельсовета Джанкойского района, числилось 12 дворов, население составляло 55 человек, из них 47 немцев, 7 украинцев и 1 русский. В 1935 году, при разукрупнении районов, часть сёл Джанкойского района был передана в новый, немецкий, Тельманский район (переименованный указом ВС РСФСР № 621/6 от 14 декабря 1944 года в Красногвардейский) и село включили в его состав. Вскоре после начала Великой Отечественной войны, 18 августа 1941 года крымские немцы были выселены, сначала в Ставропольский край, а затем в Сибирь и северный Казахстан.
После освобождения Крыма от фашистов в апреле, 12 августа 1944 года было принято постановление № ГОКО-6372с «О переселении колхозников в районы Крыма» по которому в район из областей Украины и России переселялись семьи колхозников, а в начале 1950-х годов последовала вторая волна переселенцев из различных областей Украины. С 25 июня 1946 года селение в составе Крымской области РСФСР. Указом Президиума Верховного Совета РСФСР от 18 мая 1948 года, Иоганисфельд (или Иоганнесфельд) переименовали в Македоновку. 26 апреля 1954 года Крымская область была передана из состава РСФСР в состав УССР. Время включения в Яркополенский сельсовет пока не установлено: на 15 июня 1960 года село уже числилось в его составе. 1 января 1965 года, указом Президиума ВС УССР «О внесении изменений в административное районирование УССР — по Крымской области», село включили в состав Джанкойского района. Ликвидировано к 1968 году (согласно справочнику «Крымская область. Административно-территориальное деление на 1 января 1968 года» —в период с 1954 по 1968 годы, как село Яркополенского сельсовета) — видимо, при строительстве военного аэродрома Каранкут, который находится на месте села.